# 목행용탄동
목행용탄동(牧杏龍灘洞)은 충청북도 충주시의 북쪽에 위치한 행정동이다. 대부분의 중소기업 공장이 이 곳에 있으며, 대표적인 코스모신소재가 위치한 곳이다.
특히, 충주소방서가 위치한 곳이기도 하다.

## 연혁
- 1895년, 충주군 설치. 충주군 북변면
- 1912년, 구한국지방행정구역명칭일람에 충주군 북변면으로 32리 관할
- 1914년, 행정구역 폐합으로 목수동, 행정리, 미력리, 기탄리 일부를 병합하여 목행리라 해서 충주군 읍내면에 편입
- 1917년, 읍내면을 충주면으로 개칭
- 1931년, 충주면을 충주읍으로 승격
- 1956년 7월 8일, 충주읍을 충주시로 승격하면서 충주시 목행동, 그리고 충주시 용탄동으로 개칭

## 주요 기관
- 소방서
  - 충주소방서(중앙119안전센터)
- 초등학교
  - 목행초등학교
- 공장
  - 목행농공단지
- 교통
  - 목행역(열차/무정차)
  - 목행동수소충전소

## 주요 기업
- 코스모신소재(구 새한미디어)
- 성우오토모티브(자동차 부품)
- 서울식품공업 (빵)
- 동화약품 (제약)
- 현대엘리베이터